# Arcanum Divinae Sapientiae

Brasão pontifício de Leão XIII

Arcanum Divinae Sapientiae é uma encíclica do Papa Leão XIII sobre a família. Foi publicada em Roma em 10 de fevereiro de 1880. O documento aborda os problemas pelos quais já passava a família por aquela época, e entre outros pontos critica fortemente o divórcio, tendo-se constituído em referência para vários documentos posteriores da Igreja Católica sobre a família.

## Possui o seguinte roteiro

### I. Introdução
- Restauração de todas as coisas em Cristo.
- Influência da religião na ordem temporal.

### II. O Matrimônio cristão
- Origem e propriedades.
- Corrupção do matrimônio antigo.
- Seu enobrecimento por Cristo.
- Transmissão de sua doutrina pelos apóstolos.
- A finalidade do matrimônio cristão.
- A potestade da Igreja.

### III. Ataques de que é objeto
- Negação da potestade da Igreja.
- Caráter religioso do matrimônio.
- Intento de separar contrato e sacramento.
- Os princípios do naturalismo.
- Frutos do matrimônio cristão.
- A ausência de religião no matrimônio.
- Males do divórcio.
- Sua confirmação pelos factos.
- Conduta da Igreja frente ao divórcio.

### IV. Os Remédios
- O poder civil.
- O poder eclesiástico.
- Exortação aos bispos.
- Matrimônios com acatólicos.

## Vide
- Casamento religioso
- Família na Doutrina Social da Igreja
- Leão XIII